# Unown
Unown (アンノーン?, An'nōn) è un Pokémon base della seconda generazione di tipo Psico. Il suo numero identificativo Pokédex è 201.
Ideato dal team di designer della Game Freak, Unown fa la sua prima apparizione nel 1999 nei videogiochi Pokémon Oro e Argento e compare inoltre nella maggior parte dei titoli successivi, in videogiochi spin-off, nella serie televisiva anime, nel Pokémon Trading Card Game e nel merchandising derivato dalla serie.
Esistono 28 differenti forme di Unown. Nel corso della seconda generazione i 26 tipi di Unown presenti richiamavano gli altrettanti caratteri dell'alfabeto latino. Durante la terza generazione sono stati introdotti due nuovi tipi di Unown, rispettivamente a forma di punto interrogativo ('?') e di punto esclamativo ('!'). Nei videogiochi è possibile consultare le differenti forme di Unown utilizzando l'Unown Dex nel corso della seconda generazione o lo strumento UnownBloc (アンノーンノート? Unown Report) nella quarta.
Nelle regioni di Johto e Sinnoh gli Unown sono utilizzati come alfabeto, in modo analogo all'alfabeto runico. Ad Hoenn vengono invece sostituiti dall'alfabeto Braille.
Gli Unown sono protagonisti del lungometraggio Pokémon 3 - L'incantesimo degli Unown. Nel film i Pokémon Simbolo sono in grado di generare un'illusione del Pokémon leggendario Entei.

## Descrizione
Esistono 28 forme differenti di Unown: 26 introdotte nella seconda generazione, che richiamano gli altrettanti caratteri dell'alfabeto latino, e due, rispettivamente a forma di punto interrogativo e di punto esclamativo, che hanno debuttato nella terza generazione.
Nel lungometraggio Pokémon 3 - L'incantesimo degli Unown vengono mostrate delle forme di Unown non presenti nei videogiochi. La loro forma ricorda in parte quella di alcune lettere dell'alfabeto greco (due sigma, una pi ed un'omega). Uno degli Unown mostrati assomiglia inoltre all'occhio di Ra o alla lettera dell'alfabeto cirillico Я. È inoltre presente un Unown la cui forma ricorda la lettera Ю.
La descrizione del Pokédex afferma che i diversi tipi di Unown hanno abilità differenti e stanno a simboleggiare lettere di un antico alfabeto o forse le hanno ispirate.

## Apparizioni

### Videogiochi
Nei videogiochi Pokémon Oro e Argento, Pokémon Cristallo e Pokémon Oro HeartGold e Argento SoulSilver è possibile incontrare gli Unown all'interno delle Rovine d'Alfa. In Pokémon Rosso Fuoco e Verde Foglia i Pokémon sono disponibili all'interno delle Rovine Florabeto, a sud di Settimisola.
In Pokémon Diamante e Perla e Pokémon Platino gli Unown sono presenti all'interno delle Rovine Flemminia. Una volta catturati 26 esemplari differenti di Unown, la Grotta Rovine situata nei pressi del Percorso 214 diventerà il Tunnel Rovine.
Nei videogiochi Pokémon X e Y Unown può partecipare alle Lotte Aeree.
In Pokémon Mystery Dungeon: Esploratori del tempo ed Esploratori dell'oscurità sono disponibili all'interno della Grotta Egida.
Unown è l'unico Pokémon della seconda generazione assente nei videogiochi della serie Pokémon Ranger.

### Anime
Unown appare per la prima volta nel corso del lungometraggio Pokémon 3 - L'incantesimo degli Unown, in cui numerosi esemplari del Pokémon sono i protagonisti del film.
In L'altra dimensione (Address Unown!) il Team Rocket tenta invano di catturare un Unown G.
Numerosi esemplari del Pokémon sono inoltre presenti nell'episodio Viaggio nell'Unown (Journey to the Unown!) e nel lungometraggio Pokémon: L'ascesa di Darkrai.

### Manga
Nel manga Pokémon - La grande avventura il capopalestra Raffaello cattura un esemplare di Unown G.